# Amt Löhme
Das Amt Löhme (bzw. die Domäne Löhme) war ein königlich-preußisches Domänenamt mit Sitz in Löhme (heute ein Ortsteil der Stadt Werneuchen im Landkreis Barnim, Brandenburg). 1735 kaufte König Friedrich Wilhelm I. („der Soldatenkönig“) die drei Dörfer Löhme, Weesow und Willmersdorf vom damaligen Etatsminister Franz Wilhelm von Happe und bildete daraus das Amt Löhme. 1756 wurden die Dörfer Krummensee und Seefeld vom Amt Alt-Landsberg abgetrennt und dem Amt Löhme zugeordnet. 1872/4 wurde das Amt Löhme aufgelöst.

## Geschichte
1735 kaufte „der Soldatenkönig“ Friedrich Wilhelm I. vom damaligen Etatsminister Franz Wilhelm von Happe (1687–1760) die drei Dörfer Löhme, Weesow und Willmersdorf und bildete daraus das Amt Löhme mit Sitz in Löhme. In Löhme befand sich seit dem Mittelalter ein Rittersitz, zu dem seit dem 15. Jahrhundert auch die Dörfer Weesow und Willmersdorf gehörten. Auch Krummensee war alter Rittersitz, Stammsitz der Familie von Krummensee, zu dem im 15. Jahrhundert einige Dörfer der näheren Umgebung gehörten. Das Amt Löhme war kreisübergreifend, denn Löhme, Krummensee und Seefeld lagen im Niederbarnimschen Kreis während Weesow und Willmersdorf zum Oberbarnimschen Kreis gehörten. 1801 hatte das Amt Löhme 850 Einwohner.

### Zugehörige Orte
Das Amt Löhme war immer ein kleines Amt, das bereits 1756 seine maximale Größe erreicht hatte.
- Löhme. Bereits 1375 bestand in Löhme der Rittersitz der Gebrüder Wulff, die damals schon zehn Hufen zu ihrem Rittersitz hatten. Ihnen folgten die Sicker und um 1412 bis 1499 die Schlegel, zunächst gemeinsam mit den Brüdern Kannenberg, später gehörte ihnen das Dorf allein. 1478 waren Hebungen aus dem Dorf auch an einen Bürger Blankenfelde in Berlin verpfändet. Zwischen 1499 und 1537 erwarben die v. Arnim zu Biesenthal das Dorf. 1671 verkauften sie das Dorf auf Wiederkauf an die v. Rhaden. 1694 kurzzeitig vom Kurfürsten erworben, kam Löhme in den Besitz der von Götze. 1723 kaufte schließlich Franz Wilhelm von Happe das Dorf.
- Krummensee. Im 13. Jahrhundert hatte das Kloster Spandau Einkünfte aus der Bede von Krummensee. Schon vor 1375 saßen hier die von Krummensee, die damals schon 22 Freihufen zu ihrem Rittersitz hatten, 1480 waren es sogar 25 Freihufen. 1586 mussten sie das Dorf und den Rittersitz auf Wiederkauf an die von Buch und von Röbel veräußern; 1619 gelang ihnen der Rückerwerb. 1633 mussten sie Dorf aber erneut verkaufen, diesmal an die von Kahlenberg von Perwenitz (Ortsteil der Gemeinde Schönwalde-Glien) im Havelland. Schließlich kam das Dorf 1656 an die Herrschaft Alt-Landsberg, die der Kurfürst 1708 erwarb und in ein landesherrliches Amt umwandelte. 1756 wurde der Ort vom Amt Alt-Landsberg zum Amt Löhme verlegt.
- Seefeld. Seefeld gehörte 1375 den Brüdern Wulff auf Löhme. Um 1412 hatten die Schlegel ein Drittel des Dorfes, die Kannenberg zwei Drittel des Dorfes in Besitz. 1446 folgten nun die Blankenfelde zu Berlin (bis nach 1491). Daneben bestand noch ein Hof mit zunächst acht, später sechs freien Hufen, der den von Krummensee auf Krummensee gehörte. Zwischen 1491 und 1541 kam Seefeld an die Herrschaft Alt-Landsberg, die damals im Besitz eines anderen Zweiges der von Krummensee (auf Alt-Landsberg) war. Der Krummenseeische Anteil (der auf Krummensee) fiel erst 1621 an die Herrschaft Alt-Landsberg. 1654 wurde die Herrschaft Alt-Landsberg von Otto von Schwerin (I.) erworben, der sie durch Käufe weiter vergrößerte. 1708 ging die Herrschaft Alt-Landsberg an den brandenburgischen Kurfürsten und König in Preußen Friedrich Wilhelm I. 1756 wurde der Ort vom Amt Alt-Landsberg abgetrennt und zum Amt Löhme verlegt.
- Weesow. Anfang des 15. Jahrhunderts erwarben die v. Arnim zu Biesenthal und Löhme den zuvor stark zersplitterten Besitz des Dorfes Weesow. 1671 veräußerten sie das Dorf zusammen mit Gut Löhme auf Wiederkauf an die v. Rhaden. 1694 kam Weesow mit Gut Löhme in den Besitz der v. Götze. 1723 kaufte schließlich Franz Wilhelm von Happe das Gut Löhme.
- Willmersdorf. Bis 1480 hatten die v. Arnim auf Biesenthal den zuvor stark zersplitterten Besitz erworben, den sie bis 1676 behaupteten. In diesem Jahr ging das Dorf auf Wiederkauf an den Bürgermeister Tieffenbach in Berlin. 1694 erwarben die v. Götze das Wiederkaufsrecht, das sie jedoch nicht nutzen konnten. Stattdessen erwarben die v. Röbel das zunächst auf Wiederkauf, dann ab 1714 erblich. 1724 erhielt Franz Wilhelm von Happe das Vorkaufsrecht, das er aber erst 1735 nutzen und das Dorf erwerben konnte.

## Amtleute
Die folgende Liste ist noch unvollständig und aus der publizierten Literatur zusammengestellt
- 1775 Herr Bütow, Amtsrat[2]
- 1798 Senff, Oberamtmann[3]
- 1804 Senff, Oberamtmann[4]
- 1816 Fuß wurde zum Amtsrat befördert[5]
- 1824 Fuß, Beamter[6]
- 1832 Hehn, Oberamtmann[7]
- † 9. April 1836 Oberamtmann Hehn[8]
- ab 7. Mai 1836 Amtmann Hönig[9]
- 1843 Witwe Hehn, Generalpächterin[10]
- 1851 Witwe Hehn, Generalpächterin[11]
- 1861 Herr Hehn[12]
- 1862 Hehn wird zum Oberamtmann befördert[13]
- 1862/3 Hehn, Oberamtsrat[14]
- 1865 Witwe Hehn, Herr Guthke in Wesendahl, Amtsverwalter[15]
- 1869 Schmidt, Domänenpächter[16]
- 1874 Schmidt, Domänenpächter

Die Zuständigkeit für die Gerichte musste der Amtmann oder Pächter bereits zu Mitte des 18. Jahrhunderts an einen Justitiarius abgeben. Für das Amt Löhme war das Justizamt Alt-Landsberg zuständig, das außerdem noch die Gerichtssachen der Ämter Alt-Landsberg, Fürstenberg und Rüdersdorf bearbeitete.

## Belege